# Lois sur le télégraphe de 1878
Les lois sur le télégraphe de 1878, votées en mars et avril par le Parlement français eurent pour effet la fin du monopole d’État en France sur le télégraphe électrique et l'instauration d'un tarif réduit pour les dépêches transmises de 16H à 10H par le télégraphe.

## Histoire

### Contexte
Ces lois tendent à transposer en France, mais en modifiant légèrement son esprit, le Telegraph Act de 1869, instituant des tarifs attractifs pour les agences de presse britanniques. Accompagné d'une nationalisation des services de télégraphie, cette législation britannique  avait accompagné la création de la Press Association et de l'agence Central News, tout en renforçant le rôle central de Londres dans le réseau télégraphique mondial, à l'intersection des liens vers l'Inde, achevés en 1871 et vers les États-Unis, opérationnels à partir de 1866. En 1877, les réseaux télégraphiques britanniques ont une longueur de 103 068 km sur les 118 507 km du réseau mondial.

### Objectif, supprimer le monopole et les taxes
Les lois sur le télégraphe de 1878 sont votées à l'instigation d'Adolphe Cochery, qui a fait partie en 1876, deux ans plus tôt, des fondateurs d'un titre emblématique de la Petite presse, Le Petit Parisien.
Nommé en novembre 1877 sous-directeur d'État au Ministère des Finances, Adolphe Cochery a comme attribution spéciale les Postes et Télégraphes. Il va conserver cette fonction sous de nombreux gouvernements.
Une série de lois votées en mars et avril 1878 réduit les taxes postales, dont le tarif des journaux de même que les taxes télégraphiques. En supprimant le monopole des Postes et Télégraphes, elles vont permette à l'Agence Havas d'installer ses propres bureaux télégraphiques, dans ses succursales de Province, sans dépendre de l'administration des postes.

### Les insuffisances du réseau
Adolphe Cochery s'attaque aussi aux insuffisances du réseau, qui doit pouvoir utiliser les 156 nouvelles sections de chemins de fer. L'État demande à la presse de partager avec lui les coûts : les journaux paient 100 francs le kilomètre, 700 francs s’il est souterrain, les tarifs télégraphiques restent chers, car les journaux "riches", qui peuvent payer, entendent monétiser cette dépense. Onze ans après, en 1884, quinze lignes spéciales sont posées, sur 8 800 kilomètres. 
Le réseau télégraphique français, de 51 600 kilomètres en 1875 passe à 88 618 kilomètres en 1882. Mais une partie du territoire n'en profitera pas. En 1884, sur 86 départements, 33 n’ont pas de ligne télégraphique et 33 n’en ont qu’une, les 20 restants croulant sous le trafic.

### Conséquences à Lyon
L'indépendance télégraphique du Petit Lyonnais, qui avait utilisé la ligne Paris-Lyon pour être le premier journal à diffuser des informations internationales rapidement, en complément du travail de sa rédaction parisienne, va alors prendre fin, selon l'historien Michaël Palmer. L'Agence Havas tente alors d'inciter le Petit Lyonnais à abandonner sa rédaction de plusieurs journalistes à Paris, dont Victor Bergeret pour payer plus cher les services d'Havas. Quatre autres quotidiens lyonnais demandent au même moment des services supplémentaires mais refusent d'avancer l'heure de leur parution pour augmenter l'impact sur leur tirage.

### Conséquences nationales
Le système mis en place à Lyon est ensuite appliqué à d'autres villes de Province, en particulier Marseille et Bordeaux, où les journaux comme La Gironde, Le Petit Marseillais ou La Jeune République, ancêtre de La Provence, ont aussi gagné du terrain en diffusant des nouvelles internationales pour compléter une rédaction parisienne, selon l'historien Michaël Palmer.
Réaction immédiate de ceux-ci, l'Agence télégraphique républicaine est créée en 1884 par Jules Chapon, directeur du groupe de presse La Gironde, puis instituée sous forme associative en 1885 par des quotidiens départementaux souhaitant pouvoir ouvrir une brèche dans le monopole de l'Agence Havas. Elle comptait dix rédacteurs, installés au 101 rue de Richelieu à Paris, juste à côté de la Bourse.